# Matca
Matca es una comuna ubicada en el distrito de Galați, Rumania.

## Superficie
Posee una superficie de 85,75 kilómetros cuadrados.

## Demografía
Hasta 2021 la población era de 11 535 habitantes, con una densidad de población de 134,5 habitantes por kilómetro cuadrado.